# Арбен Імамі
Арбен Фахрі Імамі (алб. Arben Fahri Imami; нар. 21 січня 1958, Тирана) — албанський актор і політик.
Ще у школі він дебютував на великому екрані, з'являючись у фільмі Ilegalët. У 1981 році він закінчив Академію музики та мистецтв Албанії. Він працював у народному театрі столиці і художній школі вчителем акторської майстерності. Перетворення у країні змусили його залишити акторську кар'єру. З 1999 по 2000 Імамі вивчав дипломатію у Джорджтаунському університеті, США.
У 1991 році він брав участь у протестах студентів Університету Тирани. Він став одним із засновників Демократичної партії Албанії, але після конфлікту з Салі Берішою у 1992 році, пішов разом з Нерітаном Цекою до партії Демократичний альянс. П'ять разів обирався членом парламенту Албанії, де він брав активну участь у конституційній комісії, ставши у 1998 році співавтором Конституції Албанії. У 1997 році Імамі вперше був міністром без портфеля. У 2000 році він став головою Міністерства юстиції, яке він очолював протягом року. У 2005 закінчив давній конфлікт з Салі Берішою, прийнявши запрошення повернутися до Демократичної партії. У тому ж році він був обраний до центральних органів ДПА, як один з її засновників. У 2005–2009 очолював канцелярію прем'єр-міністра, а у вересні 2009 року він був призначений міністром оборони (до вересня 2013).
Одружений, має двох дітей.